# Třebíč v 16. a 17. století
Třebíč se rozvíjela i v novověku, během něj se ve vládě města vystřídaly rody Osovských z Doubravice, Valdštejnů a Žerotínů. Třebíč byla i součástí válek a proběhla jí protireformace.

## Třebíč za rodu Osovských
V roce 1568 pak do kostela sv. Martina přišel kněz luteránského vyznání, v Třebíči v tu dobu byla značně rozvinutá i Jednota bratrská.
V roce 1556 se v Třebíči poprvé písemně uvádí existence školy, měšťan Tomáš Žádný se uvádí s bydlištěm „na staré škole”. Městská škola v té době byla vyšší latinskou školu, kam jmenoval učitele přímo rektor pražské univerzity. Prvním doloženým rektorem třebíčské školy byl Gallus Palamedes, dalším byl Eliáš Histurgicus Bílský. V Třebíči z důvodu velkého vlivu Jednoty bratrské vznikla v polovině 16. století i bratrská škola, na jaře roku 1557 však třebíčský rektor Palamedes poslal udání na působení bratrské školy přímo do rukou panovníka. Ferdinand I. toto reflektoval a do rukou Buriana Osovského z Doubravice poslal nařízení o zrušení bratrské školy – k tomu pak skutečně na podzim roku 1557 došlo. K obnovení bratrské školy však došlo po převzetí Třebíče Smilem Osovským v roce 1567, v roce 1573 bylo umožněno třebíčským občanům si vybrat, kam budou posílat děti do školy a škola tak dosáhla významu stejného jako škola městská. Bratrská škola ukončila svoji činnost po rekatolizaci. V roce 1601 byla zaznamenána první zmínka o židovské škole v Třebíči, byla to židovská škola typu cheder, tj. ta, která poskytovala převážně základní vzdělání.
Burian Osovský z Doubravice musel kvůli zakoupení celého třebíčského panství prodat svoje původní majetky a aby původní třebíčské majetky oddlužil, začal zvyšovat podíl rybníkářství a také pivovarnictví, pivovarnictví Burianovi vydělávalo již ve Valči. Burian ovšem měšťanům odpíral jejich práva, kromě práva mílového. Vařil tak nakonec pivo jen v několika okolních vesnicích. Třebíčští měšťané se začali bránit a obrátili se na českého krále Ferdinanda I., který se jich zastal a 7. března 1560 potvrdil jim všechna dosud vydaná práva a napomenul Buriana Osovského z Doubravice. Spory o mílové právo ovšem trvaly až do Burianovy smrti v roce 1563, kdy se měšťané ve sporu obrátili na Maxmiliána II., který se od sporu distancoval a rozhodnutí nechal na zemském soudu v Olomouci, o výsledku nejsou žádné zprávy, ale podle některých pramenů měli Osovští opustit pivovary ve Vladislavi a Kamenici a založit nový velký pivovar v Čechtíně.
Od roku 1568 vládne v Třebíči syn Buriana Smil (druhý syn Jan Osovský zemřel), třebíčské panství je stále zadlužené a za vlády Smila se začíná rozvíjet robota, zvyšovat se platy a převládá jiný styl hospodářství než za doby Buriana. Oddlužení města pomohly i dva výhodné Smilovy sňatky, první s Bohunkou ze Žerotína v roce 1572 a druhý v roce 1589 s Kateřinou z Valdštejna. Mezi lety 1556 a 1629 se zvyšoval počet obyvatel ve městě, nejvíce na Jejkově. V roce 1629 je na celém panství 995 obyvatel, z toho ve městě 398. Celkový příjem důchodů v tomtéž roce je 10 389,5 zlatých, z toho největší příjem měl čechtínský pivovar (2000 zlatých). V Třebíči bylo 11 cechů, největší a nejvýznamnější byl cech soukenický. Již jsou zmiňovány některé domy ve městě, např. Černý a Malovaný dům. Roku 1583 obdrželo město tzv. městské zřízení, městská rada se tak stala jen nástrojem vrchnosti. Měšťané byli nuceni docházet na jednání městské rady a purkmistrovi bylo v roce 1582 uděleno právo pečetit červeným voskem.
V roce 1577 vyhořel nově dostavěný krov a báně městské věže a v roce 1599 se městem prohnal ničivý požár, zničil 113 domů a vznikl neopatrným zacházením se sušeným ječným sladem.

## Valdštejnové, Žerotínové a třicetiletá válka

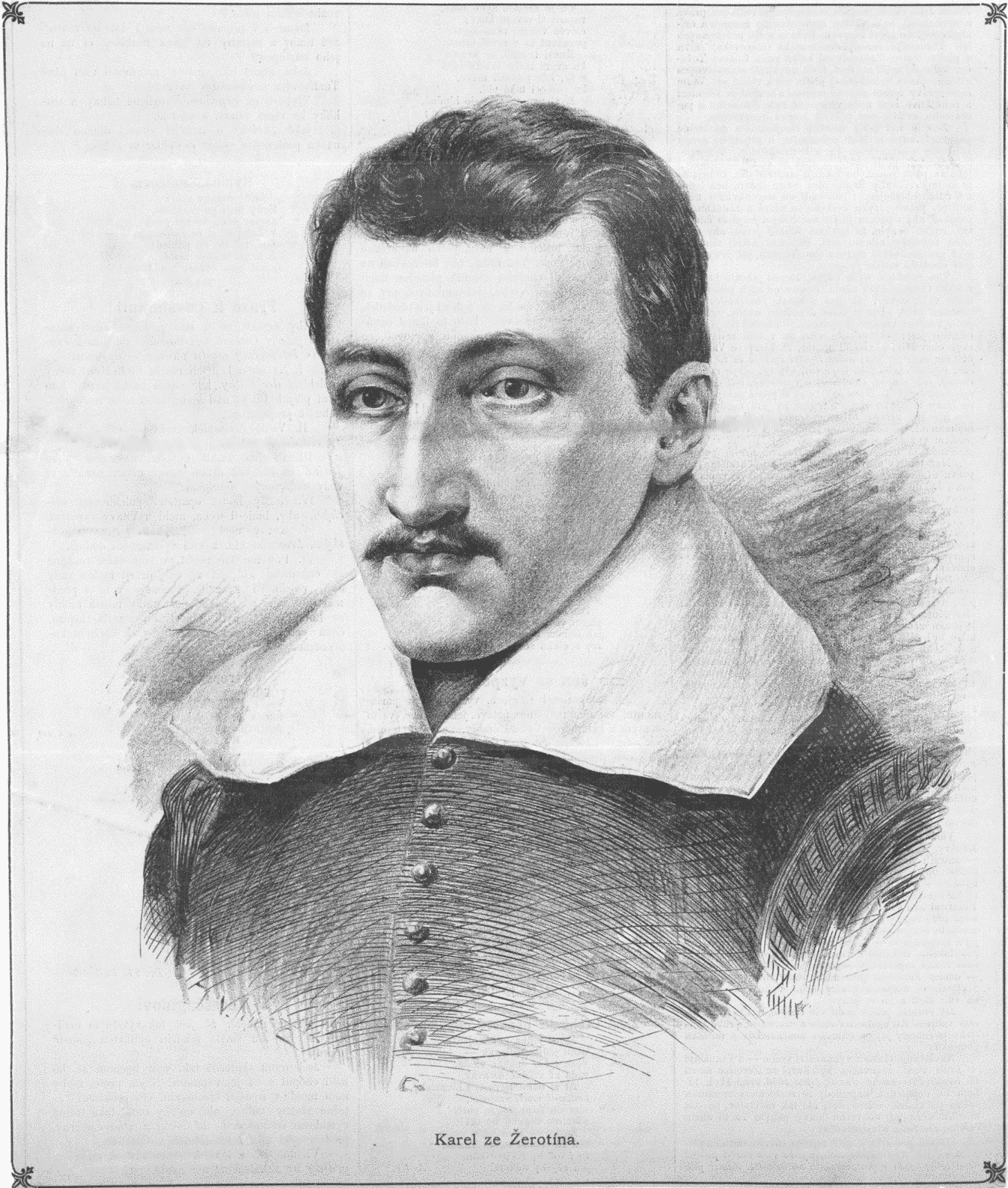
Karel Starší ze Žerotína, první majitel Třebíče z Žerotínského panství

Třebíčské panství po bezdětném Smilu Osovském zdědila v roce 1613 jeho tehdejší manželka Kateřina z Valdštejna, která v roce 1614 potvrdila městu augsburskou konfesi (tehdy „augšpurskou”) a také se 22. června 1614 vdala za moravského zemského hejtmana Karla staršího ze Žerotína. Kateřina ovšem zůstala jedinou majitelkou třebíčského panství („statku tohoto”), důvod, proč nevzala druhého manžela tzv. „na spolek” nejsou známy. V době smrti Smila Osovského se prameny zmiňují o dostavbě třebíčského zámku, přestavbě náměstí v jeho renesanční podobu, dostavbě černého a malovaného domu a pronájmů jednoho z domů ve Znojemské ulici pohodnému, který měl na starosti popravčí záležitosti. Popravy se konaly v nynější Rafaelově ulici (lokalita Na spravedlnosti).
V roce 1618 v Praze proběhla tzv. pražská defenestrace a tím započalo stavovské povstání, Karel starší neschvaloval povstání proti panovníkovi a nepovažoval za rozumné takto bránit práva stavů. Dne 23. listopadu přijeli na třebíčský zámek zástupci odbojné šlechty Ladislav Velen ze Žerotína a Jiří Erasmus Tschernembl, Karel starší odmítl a postupně, pod vlivem odboje i na Moravě, se stáhl do svého rosického zámku. Po porážce českých stavů na Bílé hoře a po odjezdu krále Fridricha Falckého ze země se opět zvětšil vliv Karla staršího na vedení moravské země, 9. prosince 1620 Karel starší ze Žerotína obdržel ochranný list (latinsky salvae guardiae) od císaře Ferdinanda II. Tento ochranný list Třebíč ochránil již v prosinci roku 1620 před útoky Buquoyovy armády, ve městě 14. a 15. prosince téhož roku Buquoy zanechal posádku na ochranu města. V roce 1622 se i přes ochranné listy do města nastěhoval jezdecký pluk generála Baltazara de Marradas et Vique a pro město tento pobyt, který trval až do října znamenal značnou, převážně finanční, zátěž, stejně tak, pobyt slezského pluku v prosinci roku 1623, který měl bránit město proti napadení uherských vojsk Gábora Bethlena, tento měsíční pobyt stál město 90 000 zlatých. V roce 1662 také došlo k tomu, že pražskou univerzitu získali do svého vlivu jezuité a tak se dále věnovali rozvoji pouze jezuitských škol, učitelé tak museli býti katoličtí a v Třebíči se první katolický učitel uvádí přibližně ve třicátých letech 17. století.
10. května 1628 vyšlo i pro Moravu obnovené zřízení zemské a tak se Karel starší a Kateřina rozhodli odejít do exilu, za 300 000 zlatých prodali Náměšť, Rosice a Troubsko Albrechtovi z Valdštejna. Z Třebíče odjeli 27. září 1629 do svého panství v Přerově a následně do Vratislavi. Oba manželé měli dovolení se na Moravu po oznámení úřadům vracet na Moravu a tak dohlížet na Přerov a na platby za Třebíčské panství, které bylo za 6000 zlatých ročně přenecháno Adamovi z Valdštejna, ten správu nechal na synu Rudolfovi z Valdštejna. Podle závěti Kateřiny z Valdštejna datované k 6. únoru 1637 bude Třebíč po smrti majitelky v majetku Adama, dědičně po mužské linii. V tuto dobu probíhaly migrace měšťanů, někteří odcházeli do Uher, někteří odcházeli do Polska. Naopak, do Třebíče mířili Češi.
Adam z Valdštejna přenechal správu třebíčského panství synu Rudolfovi z Valdštejna, který městu ponechal náboženskou volnost, bratrský sbor zůstal uzavřen a Rudolf nehledal katolického kněze. Na Rudolfa si rovněž stěžovala Kateřina z Valdštejna, protože povinnosti z dohody mezi jeho otcem a Kateřinou byly plněny velmi pomalu. Podle Fišera byl do města dosazen kněz někdy v roce 1630, byl jím Martin Pihavý, později v roce 1638 pak nastoupil jako kněz také bakalář teologie Václav Bureš. Tentýž rok musela Třebíč začít platit Rudolfovi poplatky 500 zlatých, později i 1000 zlatých ročně. Rudolf zemřel v roce 1641, Třebíč tak přešla pod správu jeho nezletilého osmiletého syna Adama Františka z Valdštejna, v praxi tak správu vykonávala vdova Zdislava ze Sezimova Ústí, ale ani ta se správě třebíčského panství nevěnovala a tak v praxi spravoval Třebíč úředník Jan Faltin Boček. V třicátých letech vstoupila válka do „švédské” fáze a Třebíč byla jedním ze tří ústředních vojenských skladů na Moravě. V roce 1644 musela obec strojit a zbrojit vojsko obléhající Olomouc, v březnu 1645 bylo město napadeno jednotkou Švéda Matese Hekkeslebena, jednotka i přes vyplacení výpalného ve výši 6500 zlatých vypálila několik domů, od 12. října do 15. října ve městě pobývali vojáci Lennarta Torstensona při tažení na Brno.

## Období protireformace a rekatolizace

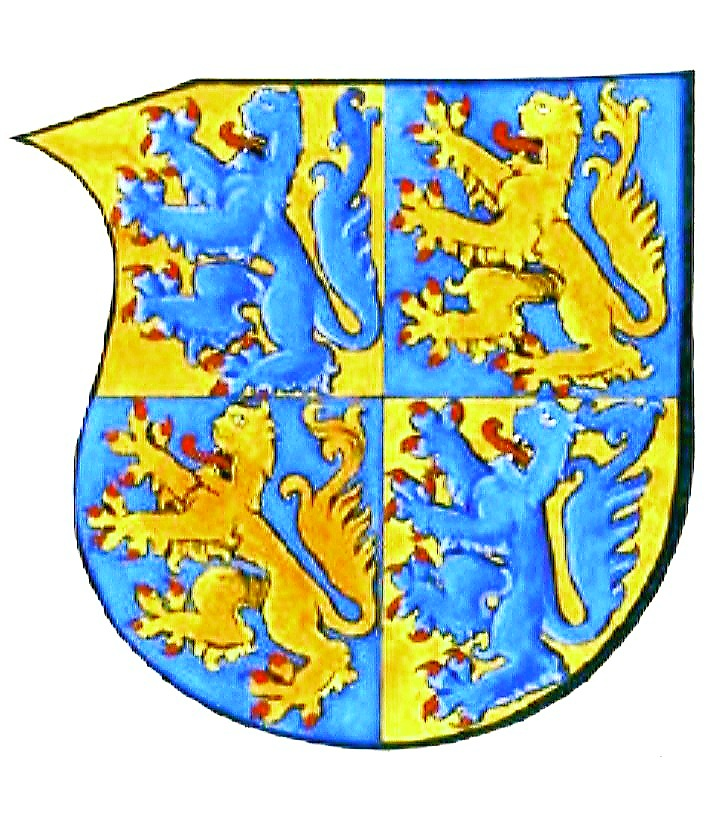
Valdštejnský erb

30. června 1655 třebíčské a židlochovické panství zdědil Adam František z Valdštejna, ten dosáhl během mládí slušného vzdělání a to završil v letech 1649–1653 cestou po Itálii, Francii a říšských zemích. Proces rekatolizace spustila žaloba děkana z Polné Kryštofa Kazimíra Burešovského, se kterou se obrátil dne 13. září 1656 přímo na císaře Leopolda I., byly zde vypočítány různé pravdivé i nepravdivé důkazy o kacířství třebíčských občanů, zmiňoval, že viděl „… v příbytcích jejich na stěnách malovaného krále Fridricha …”, zmiňováno bylo i to, že někteří přijímají pod obojí. Děkan Burešovský obvinil městského syndika Jana Suchenia a vrchnostenského úředníka Jana Aydu z toho, že jsou hlavními postavami třebíčského odmítání katolictví. Náklady na rekatolizaci měla nést vrchnost. Už 2. prosince byla zemským hejtmanem Gabrielem Serényim pověřena inkviziční komise složená z novoříšského probošta Engelbrta a moravskobudějovického probošta Rudolfa Jindřicha ze Schaumburka.
Tato komise ve městě působila od 3. února do 9. února roku 1657, od 5. února byli za přítomnosti svědků vyslýcháni občané města. Bylo vyšetřeno celkem 47 nekatolíků (přibližně polovina majitelů domů), z nich se jich 29 považovalo za husity, dalších 8 za luterány, 5 za pikarty, 3 za boleslavské bratry a dva za tzv. nullie, kteří si sami nejsou jisti svým vyznáním (byli jimi Jan Studený a Gregor Walter). Jan Suchenius byl prohlášen za arcikacíře a přiznal se k husitské víře. Jan Ayda mezitím zemřel. Předměstí také byla výspou nekatolíků a Třebíč se ukázala jako útočiště nekatolíků z Čech. Komise dále poukázala na třebíčské židy, kteří obchodují i ve dny sváteční, poukázala i na pondělní třebíčské trhy nebo sepsala množství přistěhovalých nekatolických obyvatel.
K 7. únoru je datována další stížnost děkana Burešovského, jejím obsahem byla stížnost na dva nekatolické učitele, pouhé dva katolíky v třebíčském špitále, k množství nekatolických knih mezi třebíčskými občany a také k obyvatelům venkova, kteří bránívali kněžím v přístupu do kostela.
Zpráva komise zapříčinila, že již 8. května do Třebíče dorazila protireformační komise vedená jihlavským krajským hejtmanem Bartolomějem Tannazollem, spolu s ním i čtyři otcové jezuité a vojenská ochranka. V první fázi misie nebyli členové komise úspěšní, sám Tanazoll uznal, že měšťané nejsou povolní přijmout církev a v červenci žádal o povolení kontroly vozů jedoucích na trh, domníval se, že by měšťané mohli odvážet majetek do emigrace. Emigrace skutečně koncem šedesátých let nastala, na Slovensko nebo do severních Uher odešlo asi 20–30 rodin. V té době již alespoň formálně město bylo rekatolizováno. Nastoupil také nový farář, stal se jím doktor písma svatého Augustin Claudius Bullas. Do šedesátých let a částečně i později emigrovalo měšťanstvo do Uher.
| „              | Však zápas národa a jeho synů o štěstí otčiny, svobody sen na Bílé hoře byl ve stínu Hvězdy hluboko zaorán, zakopán v zem. I tebe, ó město, zastihla kletba, i tobě nadešel bolestný den když tvůj lid odcházel vypuzen tvrdě od krbů hasnoucích v dalekou zem. | “ |
| — Josef Rokyta | |   |

V roce 1666 zemřel Adam František z Valdštejna, neměl žádného syna a tak podle závěti Kateřiny z Valdštejna měly jeho statky přejít do majetku potomků Maxmiliána z Valdštejna. Adam František ovšem označil za dědičku svého majetku vlastní dceru Marii Annu Františku (a tím porušil princip seniorátu a zapříčinil pozdější spory o majetek), ta posléze obdržela z majetků Židlochovice, Třebíč padla do rukou Jana Viktorina, který byl nejmladším synem Adama z Valdštejna. Ten brzy zemřel a Třebíč tak připadla jeho synovci, maltézskému rytíři a rytíři svatojánského řádu Františku Augustinovi z Valdštejna, během jeho panování byly v roce 1678 za 7000 zlatých přikoupeny Dolní Vilémovice. V roce 1670 byl sepsán další městský urbář (jeho autorem byl hejtman Melchior Ernst Müller) a v roce 1671 se třebíčská farnost dočkala povýšení na děkanství, prvním děkanem třebíčským byl Václav Vojtěch Keil. V roce 1677 byl vysvěcen svatomartinský kostel a později téhož roku i chrám Svaté trojice. V roce 1674 se v matrikule třebíčského děkanství uvádí městská škola, kdy ta vyučovala základy aritmetiky, hudby, českého a německého jazyka, katechismu a základy latiny. Škola se v Třebíči nadále neuvádí, pouze se uvádí zmínka o učiteli v matrikule z roku 1691.
František Augustin zemřel bezdětný v roce 1684 a dědicem jeho majetku se stal komorník císaře Leopolda I. Karel Ferdinand z Valdštejna. Za jeho vlády došlo ke snížení daňové zátěže a k příchodu prvních kapucínů, kteří se ubytovali v jejkovském klášteře (na jehož stavbu přispěl předchozí majitel panství František Augustin) a v roce 1686 se konala první mše. Z důvodu konání náboženských skutků, ke kterým kapucíni neměli pravomoci, byli ve sporu s tehdejším děkanem třebíčským, Bernardem Peterem Hoferem. Později došlo k urovnání sporů, bylo tomu až za děkana Martina Josefa Matlocia.
Tehdejší majitel třebíčského panství Karel Ferdinand zemřel 9. dubna 1702, po něm chtěli seniorát převzít starší Jan Karel z Valdštejna a mladší, ale nejstarší z rodové linie Maxmiliánovy, Arnošt Josef z Valdštejna. Jan Karel prosazoval princip seniorátu, kdy měl získat majetek protože byl nejstarší a Arnošt Josef prosazoval to, že majetek má získat z důvodu, že je v řadě posloupnosti generací následník Maxmiliána. Tento spor byl postoupen k řešení císaři Leopoldovi I., který do vyřešení situace stanovil úředním správcem panství Karla Antonína Braidu, který nebyl oblíbeným správcem. Braida začal zvyšovat daně a různé poplatky a tak v roce 1703 městská rada podala stížnost na chování správce do rukou královského tribunálu v Brně, ten vyhodnotil spor ve prospěch městské rady a tak město mělo platit pouze polovinu berní. Braida ovšem rozhodnutí nerespektoval a tak došlo k odvolání k císařskému dvoru do Vídně. V roce 1703 také došlo k rozhodnutí, který Valdštejn povede seniorát, 3. června se majitelem stal Jan Karel z Valdštejna, o rok později proti němu vystoupily vnučky Adama Františka z linie Rudolfovy, prohlásily, že Kateřina z Valdštejna neměla právo k prohlášení majetků za seniorát. Soudní dvůr 4. února 1707 rozhodl ve prospěch hraběnek a Třebíč opět změnila majitele, Jan Karel se ovšem odvolal. 15. prosince 1708 byly dořešeny i stížnosti na berní poplatky, bylo rozhodnuto o všech 26 bodech stížnosti a berní poplatky zůstaly na míře lánů a komínů. V tomto rozhodnutí bylo mimo jiné to, že mílové právo je dávno překonané, volné právo měšťanů k odchodu (dle práv od doby Osovských), byla omezena práva židů k volné konkurenci měšťanstvu a další malá omezení. Během několika let vlády Jana Karla byla opravena nynější bazilika sv. Prokopa, byla snesena klenba a kostel se znovu začal používat k náboženským účelům a také byla opravena tzv. Nová synagoga a bylo Židům povoleno ji používat ke sloužení bohoslužeb.

## Vyřešení sporu o majetek
Po smrti Jana Karla (18. září 1708, před dořešením sporu) se do sporu o majetky třebíčské vložil Karel Arnošt Valdštejn, za pět let jednání se mu povedlo přesvědčit hraběnky ke smírnému řešení sporu. Dokument o vyrovnání majetků je datován k 12. prosinci 1713 a Karlem VI. byl uznán v roce 1715, Karel Arnošt nakonec pro sebe a své dědice získal po dohodě panství jako seniorát a fideikomis. Do roku 1713, kdy Karel Arnošt zemřel, byl úředním správcem Třebíče rytíř Jan Pachta z Bukové a Rájova. Hraběnky byly odškodněny za vzdání se třebíčského panství 30 000 zlatými v hotovosti. Třebíč tak padla do rukou Jana Václava z Valdštejna, který se ovšem za roční plat 5000 zlatých vzdal majetku ve prospěch Františka Josefa z Valdštejna. V roce 1722 byly majetky zděděny jeho bratrem Janem Josefem z Valdštejna, který byl velkým průkopníkem manufakturní výroby. Z důvodu velké kontroly práce městské rady bylo město ve sporech s vrchností, první větší spor (1724–1726) se týkal odvádění poplatků a řešení navrhované městskou radou se týkalo odtržení města a jeho vesnic od panství. 14. října 1726 bylo rozhodnuto o tom, že město bude kontribuční poplatky vybírat a přímo předávat do Brna, o omezení pravomocí panských úředníků, o právu na chirurga, lékárníka, lékaře a městského písaře (kontrolovanými vrchností) a o pronájmu a provozování pravomocí v panském domě. Posléze však také donutil městskou radu, aby zaplatila daň vyměřenou mimořádně pro šlechtu, po dalších sporech začal třebíčské označovat v dokumentech za nevolníky, což bylo ponižující a protiprávní, neboť pro třebíčské již od roku 1708 platilo právo volně opustit panství. Třebíčští se obrátili se stížností postupně na soudy a nakonec i na Karla VI., ale k dořešení sporu nedošlo, neboť Jan Josef mezitím zemřel.
Za jeho vlády došlo také k oddělení židovského města, bylo také naplánováno postavit zdi, jež měli ohradit židovské město od ostatních částí panství a hlavně od kostelních objektů. V roce 1726 také byli židovští majitelé domů v městě donuceni si domy vyměnit s nežidovskými majiteli v židovské čtvrti. Mezi lety 1724 a 1727 došlo k sepsání nových pravidel života Židů v Třebíči. Za vlády Jana Josefa také došlo k renovaci a dostavbě nynější baziliky sv. Prokopa.
Po smrti Jana Josefa se stal držitelem seniorátu František Heřman Arnošt z Valdštejna, ten se z milosti zřekl označování třebíčských obyvatel nevolníky. Opět se město dostalo do sporů s vrchností, opět se jednalo o práva a povinnosti města k vrchnosti. Vrchnost si osobovala právo vnucovat Třebíčanům nové měšťany. V rámci nástupu Marie Terezie se konaly války o rakouské dědictví, již ze začátku se přes Třebíč přehnala armáda Bedřicha Velikého. 12 000 mužů z této armády bylo ubytováno přímo ve městě, další byli ubytováni v přilehlých vesnicích, samotný Bedřich Veliký byl ubytován v hostinci U černého orla a zdržel se i s armádou v Třebíči 8 dní. Škody byly vyčísleny na 90 000 zlatých. Tyto spory přešli i k dalšímu držiteli seniorátu, stal se jím roku 1748 František Josef Jiří z Valdštejna a od roku 1760 byl dalším držitelem Emanuel Filibert z Valdštejna. V roce 1755 bylo město spolu s dalšími moravskými městy zbavena práva hrdelního. Mimo to se opět rozhořeli spory o právo várečné a spory ohledně reparaci masného „krejaru” tj. nájemného. Mezi lety 1765 a 1769 se opakovaly velké neúrody a třebíčské obyvatelstvo se muselo živit různými způsoby, tyto neúrody se opakovaly i v letech 1771 a 1772. Tyto neúrody se vyvinuly ve velké selské povstání v roce 1775, které muselo být potlačeno vojenskou mocí.
Od roku 1755 pak byla měšťanům s várečným právem vyplácena náhrada ušlého zisku, neboť bylo nařízeno, že obecné příjmy se musí pronajmou veřejnou dražbou. V roce 1761 pak bylo založeno Várečenstvo města Třebíče, které pak založilo pivovar, který v roce 1791 začal produkovat pivo, další pivovar pak byl založen o cca 20 let později.